# رودیگر هاس
رودیگر هاس (انگلیسی: Rüdiger Haas؛ زاده ۱۵ دسامبر ۱۹۶۹) یک تنیس‌باز اهل آلمان است.